# 海厄利亚站
海厄利亚站（英語：Hialeah station）是美国佛羅里達州邁阿密-戴德縣海厄利亚的一座迈阿密地铁车站，由邁阿密-戴德公共交通局（MDT）运营管理，具体位置靠近东第1大道和东第21街（SR 934）的交界處。海厄利亚站於1985年5月19日正式啟用，建筑布局形式为高架车站，车站设有两条股道及一个岛式站台。

## 车站结构
| P 站台层 | 南行方向                   | ▉ 迈阿密地铁绿线，往达德兰南方向（三縣鐵路與地鐵轉乘） |
| P 站台层 | 岛式站台，左边车门将会开启 |                                                        |
| P 站台层 | 北行方向                   | ← ▉ 迈阿密地铁绿线，往帕尔梅托方向 （奥基乔比）        |
| G 地面层 | 站厅                       | 出入口、巴士站、停车场                                 |

## 外部連結
- Miami-Dade County: Metrorail Stations（页面存档备份，存于）